# Исаково (Вепревский сельсовет)
Исаково — деревня в Вологодском районе Вологодской области.
Входит в состав Кубенского сельского поселения (с 1 января 2006 года по 8 апреля 2009 года входила в Вепревское сельское поселение), с точки зрения административно-территориального деления — в Вепревский сельсовет.
Расстояние до районного центра Вологды по автодороге — 60 км, до центра муниципального образования Кубенского по прямой — 23 км. Ближайшие населённые пункты — Одолеиха, Дуброво, Нижнее, Марьино.
По данным переписи в 2002 году постоянного населения не было.